# Eunidia fuscoapicipennis
Eunidia fuscoapicipennis là một loài bọ cánh cứng trong họ Cerambycidae.